# Bent Lorentzen
Bent Lorentzen (ur. 11 lutego 1935 w Stenvad, zm. 3 października 2018 w Kopenhadze) – duński kompozytor.

## Życiorys
Uczył się na Uniwersytecie w Aarhus u Knuda Jeppesena oraz w Królewskim Duńskim Konserwatorium Muzycznym u Vagna Holmboego, Jørgena Jersilda i Finna Høffdinga. W latach 1967–1968 pracował w studio muzyki elektronicznej w Sztokholmie. Od 1962 do 1971 roku był wykładowcą teorii w konserwatorium w Aarhus. W 1970 roku otrzymał Prix Italia. W 1984 roku zdobył I nagrodę na Międzynarodowym Konkursie Kompozytorskim im. Kazimierza Serockiego za utwór Paradiesvogel.

## Twórczość
Początkowo uprawiał ortodoksyjny serializm, pod wpływem doświadczeń z muzyką elektroniczną przekształcony w serializm barw dźwiękowych. Posługiwał się notacją graficzną. W warstwie kolorystycznej czerpał z dorobku polskiej szkoły kompozytorskiej, przede wszystkim Witolda Lutosławskiego. Pod wpływem wizyty w Brazylii w 1977 roku zaczął stosować, podane w skomplikowanych złożeniach, rytmy południowoamerykańskie. W twórczości operowej Lorentzena widoczny jest element ironiczny, parodystyczny i groteskowy, kompozytor nie stronił od estetycznych prowokacji. Większość jego oper ma charakter kameralny, przeznaczona jest dla niewielu solistów z towarzyszeniem taśmy lub zespołu kameralnego.

## Wybrane kompozycje
(na podstawie materiałów źródłowych)

### Utwory orkiestrowe
- Deep (1967, wersja zrewidowana 1981)
- Tide (1971)
- Partita popolare na smyczki (1976)
- Koncert obojowy (1980)
- Koncert wiolonczelowy (1984)
- Koncert fortepianowy (1984)
- Latin Suite I (1984)
- Koncert saksofonowy (1986)
- Latin Suite II na orkiestrę symfoniczną lub orkiestrę dętą (1987)
- Regenbogen na trąbkę i orkiestrę (1991)

### Utwory kameralne
- Quadrata na kwartet smyczkowy (1963)
- Cyclus: I na altówkę, wiolonczelę i kontrabas (1966, wersja zrewidowana 1986) II na 2 perkusje i harfę (1966, wersja zreewidowana 1987), III na wiolonczelę i taśmę (1966, wersja zrewidowana 1981)
- Syncretism na klarnet, puzon, wiolonczelę i fortepian (1970)
- Granite na wiolonczelę (1971)
- Quartetto rustico na kwartet smyczkowy (1972)
- Umbra na gitarę (1973)
- Colori na fortepian (1978)
- Contorni na skrzypce, wiolonczelę i fortepian (1978)
- Samba na klarnet, puzon, wiolonczelę i fortepian (1980)
- Wunderblumen na 12 wykonawców (1982)
- Mambo  na klarnet, wiolonczelę i fortepian (1982)
- Diamond na klarnet (1983)
- Paesaggio na flet, obój, klarnet, fagot, róg, skrzypce i altówkę (1983)
- Paradiesvogel na flet, klarnet, skrzypce, wiolonczelę, gitarę, perkusję i fortepian (1983)
- Dunkelblau na flet, altówkę i harfę (1985)
- Quartetto Barbaro na kwartet smyczkowy (1990)
- Farbentiegel na saksofon altowy i fortepian (1990)
- Cries na gitarę elektryczną (1991)
- Tears na akordeon (1992)
- Tiefe na kontrabas (1993)

### Utwory organowe
- Intersection (1970)
- Puncta (1973)
- Groppo (1975)
- Nimbo (1977)
- Cruor (1977)
- Sol (1982)
- Luna (1984)
- Mars (1985)

### Utwory wokalno-instrumentalne
- My Bride is like a Garden na sopran i 11 instrumentalistów (1972)
- Genesis V na chór i orkiestrę (1984)
- Comics na komika, amatora grającego na saksofonie tenorowym, gitarę basową, grupę perkusistów, chór dziecięcy i chór (1987)

### Utwory na taśmę
- Interferences (1967)
- The Clown of Men (1968)
- Forest Music (1970)
- Space Music (1971)
- The Bottomless Pit (1972)
- Nubes (1973)
- Cloud Drift (1973)
- Visione (1978)

### Opery
- Stalten Mette (wyst. Aarhus 1963, wersja zrewidowana 1980)
- Die Schlange (1964, wersja zrewidowana 1974)
- Eurydike (1965, wyk. radio duńskie 1969)
- Tristan variationer (1969)
- Die Musik kommt mir äusserst bekannt vor! (wyst. Kilonia 1974)
- Line wundersame Liebesgeschichte (wyst. Monachium 1979)
- Klovnen Toto (1982)
- Fackeltanz (1986)

### Teatr instrumentalny
- Studies for 2 na wiolonczelę lub giterę i perkusję (1967)
- Studies for 3 na wiolonczelę sopranową lub gitarę i perkusję (1968)
- The End na wiolonczelę (1969)
- Danish Wind na 5 instrumentów dętych drewnianych (1970)
- film eksperymentalny Friisholm (1971)
- 3 Mobiles na 3 różne instrumenty (1979, wersja zrewidowana 1988)